# تب هاورهیل
تب هاورهیل (به انگلیسی: Haverhill fever) نوعی تب موش‌گزیدگی (rat-bite fever) که توسط باکتری استرپتوباسیلوس مونیلی‌فورمیس ایجاد می‌شود که یاخته‌ای طبیعی در میان موش‌ها و موش‌های صحرایی است. این باکتری ساکن طبیعی گلوی موش‌ها است و در اثر گاز گرفتگی، به انسان منتقل می‌شود. این باکتری می‌تواند در اثر خوردن شیر نیز به انسان منتقل شود.
پنی سیلین و شاید سایر آنتی بیوتیک‌ها در درمان مؤثر هستند.